# Harry Bild
Harry Sven-Olof Bild (Växjö, 18 december 1936 – aldaar, 16 januari 2025) was een Zweeds voetballer.

## Clubcarrière
Bild brak in de jaren vijftig door als spits van IFK Norrköping. Hij maakte in 1957 zijn debuut voor het Zweeds nationaal elftal. Hij was in 1957 topscorer van Zweden en werd in 1963 gekozen tot Zweeds voetballer van het jaar. In 1964 ging Bild naar het Zwitserse FC Zürich, waar hij prof werd. De Zwitserse ploeg mocht echter maar één buitenlandse speler opstellen en koos meestal voor de Duitser Klaus Stürmer, waardoor voor Bild een reserverol overbleef. In december 1965 werd hij voor ruim 200.000 gulden aan Feijenoord verkocht. Een maand eerder had hij in een oefenwedstrijd reeds zijn opwachting gemaakt voor de Rotterdamse club en direct twee keer gescoord. Bild was de eerste buitenlander in het Feijenoord-shirt.

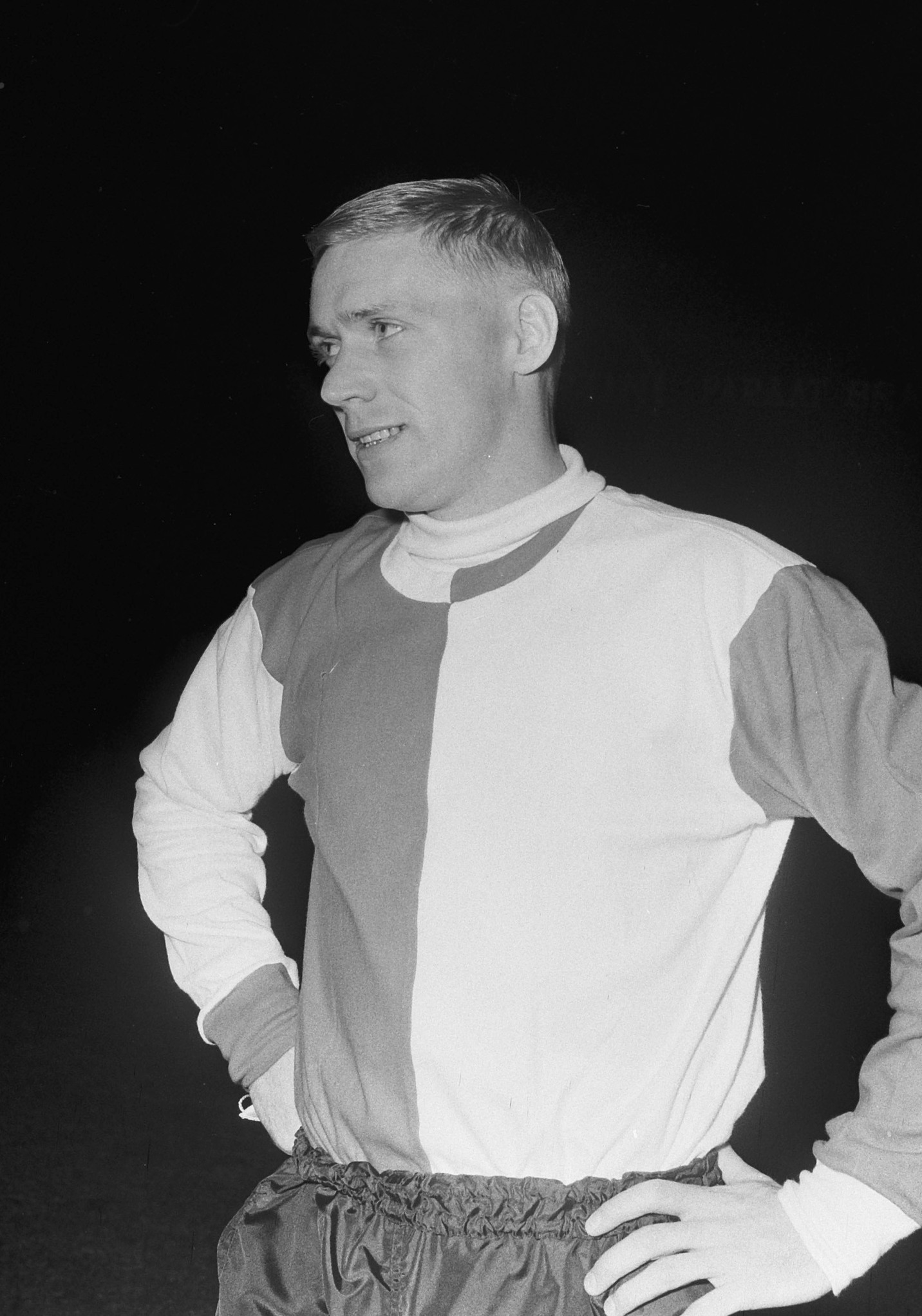
Harry Bild in Feyenoord shirt

In anderhalf seizoen scoorde Bild 39 doelpunten in 52 wedstrijden. Zijn in 1967 aflopende contract werd echter niet verlengd, omdat Feijenoord door het aantrekken van zijn landgenoot Ove Kindvall en de Joegoslaaf Paja Samardžić drie buitenlanders zou hebben, terwijl Nederlandse clubs er destijds maar twee onder contract mochten hebben. Bild keerde terug naar Zweden en tekende een contract bij Östers IF uit zijn geboorteplaats Växjö. Met dit team werd hij in 1968 Zweeds landskampioen. Met Östers IF speelde hij in de UEFA Cup 1973/74 tegen zijn vorige club Feyenoord. Later dat jaar beëindigde Bild zijn voetballoopbaan.
Bild overleed op 16 januari 2025, op 88-jarige leeftijd.

## Interlandcarrière
Tussen 1957 en 1968 speelde Bild 28 interlands voor Zweden, waarin hij dertien doelpunten maakte.

## Erelijst
IFK Norrköping
- Zweeds landskampioen

1957, 1960, 1962, 1963
 Östers IF
- Zweeds landskampioen

1968